# Enicospilus bonaberiensis
Enicospilus bonaberiensis là một loài tò vò trong họ Ichneumonidae.